# Milovan Mirosevic
Milovan Mirosevic, född 20 juni 1980 i Santiago, är en chilensk fotbollsspelare med rötter från Balkan. Han spelar som offensiv mittfältare. Innan Milo tog en plats i Chiles A-lag spelade han på U17-, U21- och U23-nivå.

## Karriär

### Universidad Católica
Milo började sin fotbollskarriär i Universidad Católica och han var en del av laget då man vann Aperturaturneringen år 2002. Det var Juvenal Olmos, som sedan också fick tjänsten som chilensk förbundskapten, som ledde det chilenska laget till segern.

### Racing Club de Avellaneda
Efter 2002 köptes Mirosevic av den argentinska klubben Racing Club. 2006 lånades han ut till Beitar Jerusalem och senare samma år skrev det israeliska fotbollslaget ett permanent kontrakt med Mirosevic. Till skillnad från tiden i Universidad Católica och Racing Club blev hans vistelse i Israel ganska kortvarig. Efter endast två säsonger återvände chilenaren till den argentinska ligan för att spela för Argentinos Juniors.